# Melanie Rüegg-Leuthold
Melanie Rüegg-Leuthold (* 15. Januar 1906 in Zürich; † 28. September 1997 ebenda) war eine Schweizer Bildhauerin, Zeichnerin und Malerin. Ihr Werk umfasst Plastiken, Kunst am Bau, Aquarelle, Grafiken und Lithografien.

## Leben und Werk

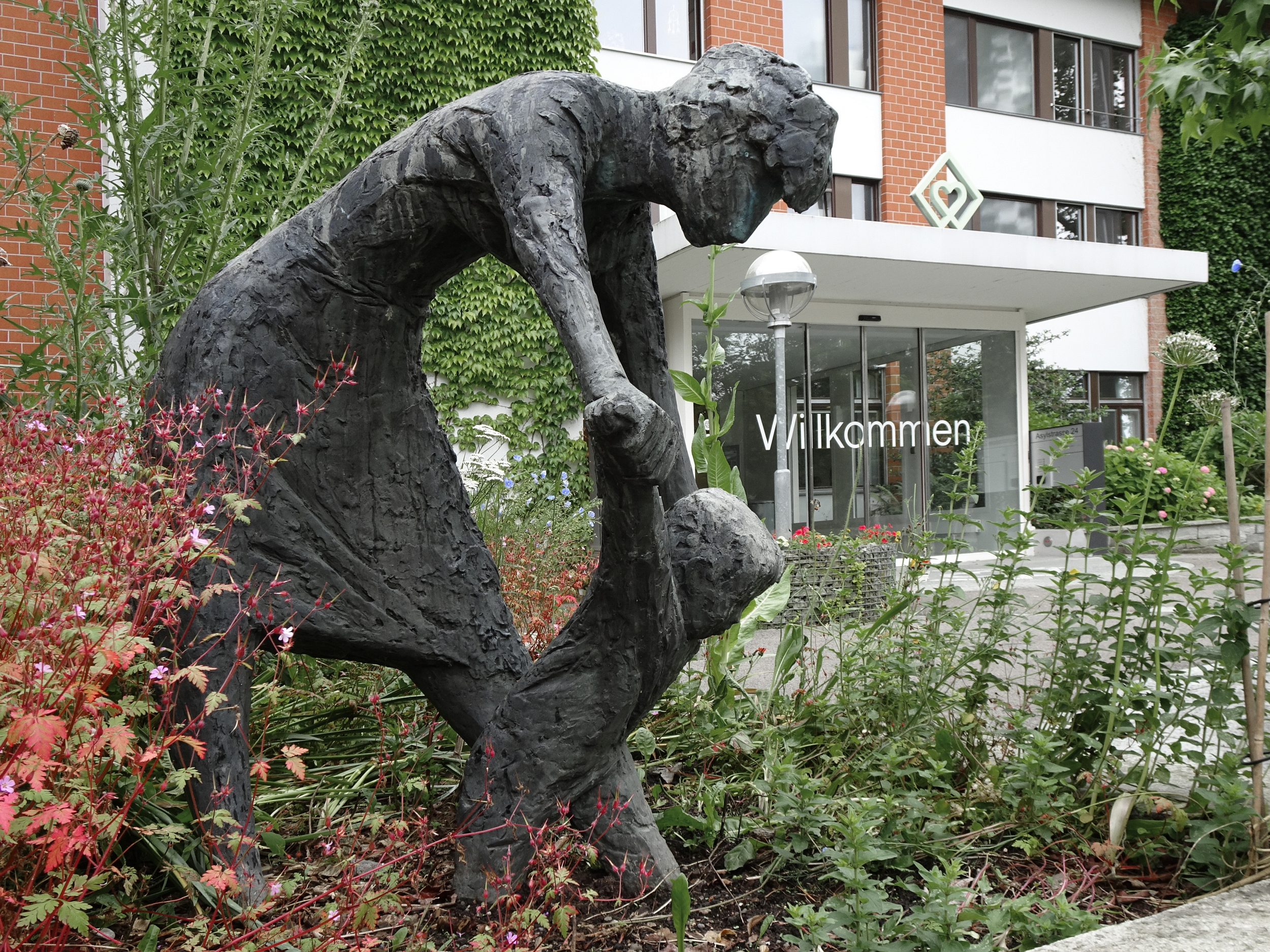
Skulptur, Mutter und Kind, Wagerenhof, Uster

Melanie, geborene Leuthold, wuchs mit vier jüngeren Geschwistern in Zürich-Enge auf. Sie absolvierte die Höhere Töchterschule in Zürich, wo sie im Zeichnen von Viktor Hugo Wiesmann (1892–1958) unterrichtet wurde. Nach der Mittelschule verbrachte sie ein halbes Jahr im «Gartenbau-Institut» in Brienz, das 1917 von Hedwig Michel gegründet wurde. Zudem besuchte sie die Schule für Holzbildhauerei.
1926 hielt sie sich zu Studienzwecken in Florenz auf. Wieder in Zürich besuchte sie an der ETH Zürich Kurse im Aktzeichnen bei Hans Gisler. Zudem absolvierte sie ein kurzes Praktikum beim Steinbildhauer Hans Ehrler (1915–2002).
Auf Anraten von Oscar Lüthy belegte sie 1927 für drei Semester Kurse am Bauhaus in Dessau. Ihre Lehrer waren Josef Albers, Herbert Bayer, Wassily Kandinsky, Paul Klee, László Moholy-Nagy und Oskar Schlemmer. Es folgte ein Sprachaufenthalt in London, wo sie Kurse für Lithographie an der Universität Westminster belegte.
Wieder in Zürich trat sie in das Atelier des Malers und Grafikers Albert Rüegg. Aus der Arbeitsbeziehung wurde schliesslich eine Liebesbeziehung. 1932 heiratete das Künstlerpaar. 1935 bezogen sie ein neues Wohnatelier an der Rebbergstrasse in Zürich. Melanie Rüegg-Leuthold war Mitglied der Gesellschaft schweizerischer Malerinnen, Bildhauerinnen und Kunstgewerblerinnen. Ab 1939 unterstützte sie ihren Mann tatkräftig von der im Selbstverlag herausgegebene Kunstzeitschrift Kunst und Volk. Die Zeitschrift erschien zweimonatlich von 1940 bis 1952. 
1957 unternahm das Ehepaar Studienreisen nach Griechenland und Ägypten, 1962 nach Argentinien und Brasilien sowie 1966 nach Mexiko und New York. Auf Einladung von Hedwig Haller-Braus konnte Melanie Rüegg-Leuthold 1971 auf dem Haller-Areal ihre Skulpturen ausstellen. Ab 1974 war sie Mitglied der Sektion Zürich der GSMBA. 
Ihre Werke stellte sie in zahlreichen Einzel- und Gruppenausstellungen im In- und Ausland aus. So nahm sie zwischen 1972 und 1978 an den Biennalen «Formes Humaines» in den Gärten des Musée Rodin sowie im «Salon Comparaisons» im Grand-Palais auf Einladung der Komitees von Paris teil.
Melanie Rüegg-Leuthold erkrankte 1980 schwer und war in Folge rechtsseitig gelähmt. 1982 konnte sie ihre künstlerische Arbeit wieder aufnehmen. 
Das Künstlerehepaar gründete 1973 in Zürich die «Stiftung Kunstsammlung Albert und Melanie Rüegg».